# Barbara Palvin
Barbara Sprouse (de soltera Palvin; Albertirsa, Hungría; 8 de octubre de 1993) es una modelo y actriz húngara. Es conocida por haber participado en los Victoria's Secret Fashion Shows de 2012 y 2018. Desde 2019 es un ángel oficial de la marca. También es conocida por haber actuado en la película de 2014 Hércules.

## Trayectoria profesional

### Modelaje
Palvin fue descubierta a los 13 años, después de regresar con su madre de una manifestación en las calles de Budapest, según contó en una entrevista para Avon.
Tras probar suerte como modelo en su país, entró en la agencia Bravo Model. 
Primero estuvo trabajando en Japón y luego ingresó a la agencia IMG Models, siendo gracias a esta agencia que obtuvo reconocimiento internacional como modelo y comenzó a modelar profesionalmente.
Palvin continuó su carrera en Francia, y desde entonces ha causado furor en portadas de revistas como L'oreal Magazine, Vogue Rusia, Marie Claire, Cosmopolitan, Bazaar, Elle, Glamour Italia y la revista Jalouse. 
Su primer desfile fue para Prada y desde ahí ha desfilado para Chanel, Nina Ricci, Louis Vuitton, Miu Miu, Emanuel Ungaro, Christopher Kane, Julien MacDonald, Slash, Jeremy Scott, Vivienne Westwood y Etro. Además abrió el espectáculo pre-otoño de 2011 de Chanel, así como también ese mismo año protagonizó la campaña de la fragancia "Forbidden Euphoria" de Calvin Klein por Steven Meisel. 
Ha realizado campañas para Armani Exchange, H&M, Chanel Beauty, Victoria's Secret, Lovcat, Pull and Bear, Rosa Chá Brazil, entre otras.
En 2012 desfiló cerrando el segmento de "Calendar Girls" en el Victoria's Secret Fashion Show y caminó para Rosa Clará en la pasarela del Barcelona Bridal Week 2012. En ese mismo año, Palvin se convirtió en la embajadora oficial de L'Oréal Paris.
En 2016, posó para la revista Sports Illustrated Swimsuit Issue, siendo nombrada "Novata del año". Hizo una aparición en la revista Love recreando la escena icónica de Sharon Stone en Basic Instinct.
En 2018 se convierte en la imagen del perfume de Nina Ricci.
Después de 6 años (desde 2012), volvió a desfilar en el desfile anual de la marca Victoria's Secret, el Victoria's Secret Fashion Show 2018. El 14 de marzo de 2019, fue anunciada como la nueva ángel de la marca.

### Actriz
Palvin obtuvo un papel en la película Hércules, estrenada el 25 de julio de 2014. La cinta fue filmada en Budapest y estuvo protagonizada por Dwayne Johnson.

### Repercusión mediática
En 2016, Palvin ocupó el 14° puesto en la lista Money Girls de models.com y #17 en Forbes como una de las modelos mejor pagadas de la industria. Ese mismo año, fue posicionada 4° en Maxim Hot 100. 
En la lista de 2017 de Tumblr de las modelos más populares posicionó a Palvin como la segunda modelo más popular del sitio web.

## Vida personal
Durante su adolescencia hasta 2013, estuvo en una relación con el también modelo húngaro Kristoff Somfai.
Desde mediados de 2018, mantiene una relación con el actor estadounidense Dylan Sprouse. Se casaron en julio de 2023 en Hungría.

## Filmografía
| Cine | Cine            | Cine             | Cine                     | Cine     | Cine         |
| Año  | Título          | Título           | Título                   | Rol      | Director     |
| Año  | Título original | Título en España | Título en Hispanoamérica | Rol      | Director     |
| ---- | --------------- | ---------------- | ------------------------ | -------- | ------------ |
| 2014 | Hércules        | Hércules         | Hércules                 | Antímaca | Brett Ratner |